# Aleksandra Urbańczyk
Aleksandra Urbańczyk-Olejarczyk (Łódź, 13 de noviembre de 1987) es una deportista polaca que compitió en natación.
Ganó una medalla de bronce en el Campeonato Mundial de Natación en Piscina Corta de 2012 y ocho medallas en el Campeonato Europeo de Natación en Piscina Corta entre los años 2004 y 2015.

## Palmarés internacional
| Campeonato Mundial en Piscina Corta | Campeonato Mundial en Piscina Corta | Campeonato Mundial en Piscina Corta | Campeonato Mundial en Piscina Corta |
| Año                                 | Lugar                               | Medalla                             | Prueba                              |
| ----------------------------------- | ----------------------------------- | ----------------------------------- | ----------------------------------- |
| 2012                                | Estambul (Polonia)                  | Medalla de bronce                   | 50 m espalda                        |
| Campeonato Europeo en Piscina Corta |                                     |                                     |                                     |
| Año                                 | Lugar                               | Medalla                             | Prueba                              |
| 2004                                | Viena (Austria)                     | Medalla de oro                      | 100 m estilos                       |
| 2004                                | Viena (Austria)                     | Medalla de plata                    | 200 m estilos                       |
| 2005                                | Trieste (Italia)                    | Medalla de plata                    | 200 m estilos                       |
| 2006                                | Helsinki (Finlandia)                | Medalla de bronce                   | 200 m estilos                       |
| 2007                                | Debrecen (Hungría)                  | Medalla de plata                    | 100 m estilos                       |
| 2011                                | Szczecin (Polonia)                  | Medalla de bronce                   | 4 × 50 m estilos                    |
| 2013                                | Herning (Dinamarca)                 | Medalla de plata                    | 50 m espalda                        |
| 2015                                | Netanya (Israel)                    | Medalla de plata                    | 50 m espalda                        |